# Чорнокозов Хрисанф Павлович
Хрисанф Павлович Чорнокозов (6 березня 1885, хутір Попівка, тепер у складі станиці Крив'янська Ростовської області, Російська Федерація — 12 січня 1966, місто Грозний, тепер Чеченська Республіка, Російська Федерація) — радянський діяч, відповідальний секретар Шахтинського (Шахтинсько-Донецького) окружного комітету ВКП(б), голова Грозненського міськвиконкому. Член ВУЦВК, депутат Верховної ради РРФСР 1-го скликання.

## Життєпис
Народився в родині Павла Тихоновича та Євгенії Іллівни Чорнокозових. Навчався з перервами у початковій школі. З дванадцятирічного віку працював коногоном на шахтах Донбасу. Через два роки почав працювати учнем токаря в приватній майстерні міста Олександрівська-Грушевського.
У 1904 році став одним із організаторів нелегальної Спілки молоді міста Олександрівська-Грушевського. Брав активну участь у революційних подіях 1905—1907 років. Був висланий до міста Катеринослава.
Член РСДРП(б) з 1912 року.
У 1912—1913 роках продовжував вести активну пропагандистську революційну діяльність, друкував статті в газеті «Правда». Висувався в депутати IV-ї Державної думи, але його кандидатуру було відхилено владою через неблагонадійність. З початком Першої світової війни в 1914 році саботував мобілізацію, за що був заарештований. Пізніше переховувався в Чечні.
Учасник Громадянської війни в Росії.
З 27 січня 1920 року — голова Олександрівськ-Грушевського (Шахтинського) військово-революційного комітету Донецької губернії УСРР.
На 1925—1928 роки — відповідальний секретар Шахтинського (Шахтинсько-Донецького) окружного комітету ВКП(б).
Потім працював у місті Грозному (Чеченська АРСР). У 1930-х роках — голова виконавчого комітету Грозненської міської ради.
До 1957 року — заступник голови виконавчого комітету Грозненської обласної ради депутатів трудящих.
З 1957 року — заступник голови Президії Верховної Ради Чечено-Інгуської АРСР.
Помер 1966 року в місті Грозному.

## Нагороди
- орден Леніна (31.03.1931)
- орден Трудового Червоного Прапора (26.05.1955)
- медалі